# Robert II. Skotský
Robert II. (2. března 1316, Paisley – 19. dubna 1390, Dundonald Castle) byl prvním králem Skotska pocházejícím z rodu Stuartovců. Jeho otec Walter Stewart byl nejvyšším správcem Skotska a jeho matka Marjorie Bruce dcerou skotského krále Roberta I.

## Mládí
Robert se narodil roku 1316 jako jediné dítě Waltera Stewarta a Marjorie Bruceové, která ho předčasně porodila po pádu z koně a několik hodin poté zemřela. Roku 1315 parlament vydal svěřenecký výnos, kterým zbavil Marjorii nástupnického práva ve prospěch jejího strýce Eduarda. Ten zemřel roku 1318 a narychlo svolané jednání parlamentu vydalo nový výnos, kterým určilo Roberta následníkem, pokud král zemře bez potomků. Narození Robertova syna Davida roku 1324 oslabilo pozici Roberta jako možného nástupce krále, ale jednání parlamentu v červenci 1326 obnovilo jeho pozici v linii možných následníků. Robert také, jako možný nástupce panovníka, obdržel panství v Argyllu, Roxburgshire a Lothianu.

## Nejvyšší správce Skotska
Robertův otec Walter zemřel roku 1327 a on sám byl svěřen do péče svého strýce Jakuba Stewarta. David II. se stal ve věku pěti let králem po smrti svého otce roku 1329. Anglický král Eduard III. podporoval nárok Eduarda Balliola na skotský trůn. Ten vedl vojsko, které roku 1332 a rok následující vpadlo do Skotska a Skoty porazilo. Robert i David našli útočiště na jedné z mála pevností, které zůstaly ve skotských rukách, na Dumbartonském hradu. V dubnu 1334 byl David odeslán z bezpečnostních důvodů do Francie. Robert byl, spolu s Johnem Randolphem, jmenován správcem Skotska.
Skotové začali získávat iniciativu na konci roku 1334, kdy se Andrewu Murrayovi podařilo dobýt Dungardský hrad. Murray byl jmenován správcem Dunfermline, v zimě 1335 – 3 obléhal Cuparský hrad a roku 1338 zemřel na svém panství, zatímco Robert Stewart si udržel funkci správce Skotska. Murrayovo tažení zničilo plány Eduarda III. na ovládnutí jižního Skotska, což bylo potvrzeno neúspěchem obléhání Dunbarského hradu. Na počátku června 1341 se situace v zemi jevila dostatečně bezpečná pro Davidův návrat do země. V říjnu 1346 Robert doprovázel Davida do bitvy u Neville's Cross, kde padlo mnoho skotských šlechticů, včetně Randolpha, David sám byl zraněn a zajat, ale Robertovi se podařilo z bitvy uniknout.
V situaci, kdy byl Randolph mrtev a David zajat v Anglii, stal se Robert znovu správcem země. Roku 1347 podnikl krok k legalizaci svých potomků s Alžbětou Mureovou, když požádal papeže Klementa VI. o svolení ke sňatku s ní, které v listopadu téhož roku obdržel. David, podmínečně propuštěný ze zajetí předložil na jednání stavů požadavek anglického krále na to, že ho propustí, pokud bude anglický princ Jan z Gentu jmenován jeho následníkem. Sněm tento požadavek odmítl a David se musel vrátit do Anglie.
Po Eduardově vítězství nad Francií, kterou chtělo Skotsko využít jako spojence, byli Skotové nuceni pokračovat v jednání o podmínkách
Davidova propuštění. Výkupné bylo stanoveno ve výši 100 000 marek, které měl být zaplaceny v deseti ročních splátkách. Zaplaceny byly pouze první dvě splátky a neschopnost splácet další částky využíval Eduard III. k tlaku na Davida, aby jmenoval svým nástupcem příslušníka rodu Plantagenetů. Skotové ale tento požadavek odmítali. David II. zemřel náhle 21. února 1371.

## Král Skotska
Robert byl korunován krátce po Davidově smrti v březnu 1371. Panství vlastněná rodem Stewartů na západě země a v Athollu se rozrůstala a Robertovi synové ovládali některá ze skotských hrabství. Na rozdíl od Davida, který soustředil veškerou moc do svých rukou, Robert rozdělil vliv na své syny. Prostřednictvím svých synů nebo sňatky svých dcer ovládal osm z patnácti hrabství. Roku 1373 pojistil pozici rodu Stewartů tím, že nechal parlamentem schválit výnos, který uznával nástupnické právo na skotském trůnu pro všechny jeho syny.
V 70. letech se mu podařilo stabilizovat finanční situaci země díky podpoře obchodu s vlnou. Ve Skotsku se ale dochovaly enklávy, které ovládala Anglie, a někteří skotští šlechtici byli zavázáni slibem věrnosti anglickému králi. Například hrady v Berwicku, Jedburgu a Roxburgu byly obsazeny anglickým vojskem. Roku 1373 byly zahájeny útoky na území ovládané Anglií, které kulminovaly v letech 1375–7. Angličané odpověděli tažením vedeným Janem z Gentu, který dorazil až k Edinburghu.

## Pozdní období
Jan, hrabě z Carricku, se stal nejvlivnějším šlechticem na jihu země podobně jako hrabě z Buchanu na severu země. Alexandrovy metody vykonávání královské moci se setkaly s velkou kritikou šlechty a církevních hodnostářů a vedly ke svolání všeobecného sněmu. Robertova nechuť nebo neschopnost zakročit proti hraběti z Buchanu vedly k politickým nepokojům, které v listopadu 1384 vyústily v rozhodnití sněmu odebrat Robertovi královské pravomoci.
Vítězství Skotů v bitvě u Otterburnu v srpnu 1388 způsobilo oslabení králových odpůrců. Robert se na konci ledna 1390 vydal na výpravu severovýchod země, aby tam upevnil svou moc. V březnu se vrátil na Dunodalský hrad, kde 19. března zemřel. Byl pohřben ve Sconském opatství.